# Kamenice (Ústí nad Labem)
Kamenice (německy Kamitz) je zaniklá vesnice v okrese Ústí nad Labem. Nacházela se jeden kilometr severozápadně od Habrovic na severním okraji Ústí nad Labem. Kamenice zanikla v roce 1965 v důsledku těžby hnědého uhlí.

## Název
Původní název vesnice Kamýk se časem změnil přechodem z lokálu „v Kamýce“ na Kamenici a dalším jazykovým vývojem prošel i německý tvar Kamitz. V historických pramenech se název objevuje ve tvarech: Camic (1196), na Kameniczi (1429), „w kameniczy“ (1546), Kameniczy (1615, 1618), „ve vsi Khemniczy“ (1628), Kemnicze (1654), Kamnitz (1720) a Kamitz (1787 a 1833).

## Historie
První písemná zmínka o Kamenici pochází z roku 1196, kdy osada s půdorysem okrouhlice patřila řádu johanitů. Vesnice zanikla roku 1965 v důsledku těžby hnědého uhlí. Zůstalo v ní stát několik domů, které se časem změnily ve zříceniny.

## Přírodní poměry
Kamenice stávala v katastrálním území Dělouš na východním úpatí Jedlové hory v nadmořské výšce 319 metrů. Oblast se nachází ve výběžku Českého středohoří, konkrétně jeho okrsku Ústecké středohoří. V Quittově klasifikaci podnebí Kamenice stávala na rozhraní mírně teplých oblastí MT4 (východně od vsi) a MT9 (západně od vsi). Pro oblast MT9 jsou typické průměrné teploty −3 až −4 °C v lednu a 17–18 °C v červenci. Roční úhrn srážek dosahuje 650–750 milimetrů, počet letních dnů je 40–50, počet mrazových dnů se pohybuje mezi 110 až 130 a sněhová pokrývka zde leží 60–80 dnů v roce. V oblastí MT4 bývají průměrné teploty −2 až −3 °C v lednu a 16–17 °C v červenci. Roční úhrn srážek dosahuje 500–750 milimetrů, sníh zde leží 60–80 dní v roce. Mrazových dnů bývá 110–130, zatímco letních dnů jen 20–30.

## Obyvatelstvo
Při sčítání lidu v roce 1921 zde žilo 65 obyvatel (z toho 31 mužů), z nichž bylo 64 Němců a jeden cizince. Kromě jednoho evangelíka se hlásili k římskokatolické církvi. Podle sčítání lidu z roku 1930 měla vesnice 45 obyvatel: 43 Němců a dva cizince. Všichni byli římskými katolíky.
|           | 1869 | 1880 | 1890 | 1900 | 1910 | 1921 | 1930 | 1950 | 1961 | 1970 |
| --------- | ---- | ---- | ---- | ---- | ---- | ---- | ---- | ---- | ---- | ---- |
| Obyvatelé | 83   | 74   | 66   | 55   | 71   | 65   | 45   | 40   | 37   | 16   |
| Domy      | 13   | 13   | 12   | 11   | 11   | 11   | 12   | .    | 5    |      |

## Obecní správa a politika
Při sčítání lidu v letech 1869–1950 Kamenice byla osadou obce Dělouš. V letech 1961–1971 patřila jako část obce k Úžínu a dne 26. listopadu 1971 byla úředně zrušena. Pozůstatky vesnice byly připojeny k městské části Ústí nad Labem-město.